# وام، پاکستان
وام (به انگلیسی: Wam) یک منطقهٔ مسکونی در پاکستان است. وام ۲٬۴۷۸ متر بالاتر از سطح دریا واقع شده‌است.